# 마쓰모토역
마쓰모토역(松本駅, まつもとえき)은 일본 나가노현 마쓰모토시에 있는 철도역이다. 동일본 여객철도가 운영하며, 시노노이 선, 오이토 선 및 알피코 교통 가미코치선이 만난다.
주신 지방의 중심지인 마쓰모토 시의 대표역이다. 특급 《아즈사·슈퍼 아즈사》 호의 대부분이 여기에서 종착하며, 도카이 여객철도의 특급 《시나노》 호도 정차한다.

## 역 구조
4면 8선 구조의 지상역으로 역사는 선상 구조이다. 0번선에서 7번선까지 있으며, 이 중 0번, 6번, 7번은 한쪽 끝이 막혀있다. 역사 3층에 개찰구가 있으며, 동일본 여객철도가 역무실과 초록 창구(영업시간 오전 5시 30분 ~ 오후 11시), 뷰 플라자 마쓰모토 등을 영업하고 있다. 또 자동발권기, 지정석발권기, 자동개찰기(스이카 사용 불가), 현금 자동인출기도 있다. 마쓰모토 시에서도 역사에 시민 서비스 공간(민원발급기)과 관광안내소를 설치해 운영 중이다.

### 승강장
| 0 - 5 | ■ 시노노이 선 · 주오 본선 | 시오지리 · 고후 · 신주쿠 · 도쿄 · 나카쓰가와 · 나고야 방면 |
| 2 - 5 | ■ 시노노이 선 · 주오 본선 | 아카시나 · 히지리코겐 · 시노노이 · 나가노 방면             |
| 3 - 6 | ■ 오이토 선               | 호타카 · 시나노오마치 · 하쿠바 · 미나미오타리 · 이토이가와 |
| 7     | ■알피코 교통 가미코치 선  | 니무라 · 하타 · 신시마시마 방면                            |

## 역세권 정보
- 마쓰모토시청
- 국도 제143호선
- 동일본 여객철도 마쓰모토 운전구, 마쓰모토 차량 센터

## 역사
1902년 6월 15일 일본국유철도가 마쓰모토 역에서 니시조역까지의 철도 노선을 개통하면서 문을 열었다. 1915년 4월 5일 시나노 철도가 미나미마쓰모토 역을 개업하였다가 나중에 마쓰모토 역으로 편입되었고, 1921년 10월 2일에는 지쿠마 철도 시마시마 선이 마쓰모토 역에 승강장을 설치했다. 1937년에 시나노 철도도 국유화되어 일본국유철도의 오이토 선이 되었다.
1987년 4월 1일 민영화로 일본국유철도의 마쓰모토 역이 동일본 여객철도 소속이 되었다. 2011년에는 지쿠마 철도가 마스모토 전기 철도를 거쳐 지금의 알피코 교통으로 이름을 바꾸었다.

## 인접역
| 동일본 여객철도 시노노이선   | 동일본 여객철도 시노노이선 | 동일본 여객철도 시노노이선     |
| ---------------------------- | -------------------------- | ------------------------------ |
| 미나미마쓰모토 시오지리 방면 | ■ 보통                     | 다자와 나가노 방면             |
| 동일본 여객철도 오이토선     |                            |                                |
| 시·종착역                    | ■ 보통                     | 기타마쓰모토 미나미오타리 방면 |
| 알피코 교통 가미코치선       |                            |                                |
| 시·종착역                    | ■ 보통                     | 니시마쓰모토 신시마시마 방면   |